# Macée de Léodepart
Macée de Léodepart, née vers 1403 à Bourges et morte dans la même ville dans les premiers mois de 1453, est l'épouse de Jacques Cœur.

## Biographie

### Origine
Au début du XVe siècle vit à Bourges Lambert de Léodepart ou Lodderpap, issu d'une famille flamande dont le nom a été francisé. Il a été valet de chambre du duc de Berry puis prévôt de Bourges. Il a épousé Jeanne Roussard (ou Ronsart, Roussart), fille de Jean, maître des Monnaies de Bourges. Avec leur fille Macée née vers 1403, le couple vit dans une maison de la rue d'Auron qui jouxte celle de Pierre Cœur, le père de Jacques,.

### Mariage
Macée épouse Jacques Cœur vers 1418, mariage qui offre à celui-ci une promotion sociale et un soutien financier pour le début de sa carrière.
Elle est anoblie en avril 1440 par Charles VII, en même temps que son mari. Son blason est d'argent à trois bandes de sable, la première chargée d'une étoile d'or.
Jacques Coeur dit d'elle qu'elle « dispendoit et dissipoit tout ce qu'elle avoit entre mains et qu'à ceste cause [il] ne laissoit que le moins qu'il povoit à sa maison ». Il n'est pas certain que l'affirmation soit sincère, puisque prononcée pendant la captivité du grand argentier : il s'agit peut-être alors de protéger son épouse, ou une partie de leur fortune. Il semble qu'elle menait un train modeste : ses « chapeaux, saintures, bourses de perles et autres habillements n'étaient guère riches », selon Guillot Terpaut, un employé de Jacques Cœur qui est questionné sur les biens de son maître.
Elle meurt, « de chagrin » selon les chroniques, pendant l'emprisonnement de son mari et est enterrée en face de leur palais, dans la nef de l’église Saint-Aoustrillet (dont il ne reste au XXIe siècle que la première travée de la nef romane, le jubé du XVe siècle et un jardin sous lequel se trouve la crypte). Sa sépulture, avec l'inscription « cy gist Macée de Loddérpap, femme de sire Jacques Cuer », et le transi qui la représentait vêtue d'un seul linceul ont disparu, sans doute au XVIIe siècle.

### Postérité
Jacques et Macée ont eu pour enfants :
- Jean, archevêque de Bourges ;
- Henri, chancelier au chapitre de Bourges, doyen du chapitre de Limoges, chanoine de la Sainte-Chapelle ;
- Ravaud ou Ravant, avec Jacques à Rome en 1456, mort sans postérité connue ;
- Geoffroy, auquel Charles VII (1457) puis Louis XI (1463) rendent une partie des biens de son père et qui épouse en 1463 Isabeau, fille du grand-maître de l'Artillerie de France Jean Bureau ;
- Perrette, épouse Jacquelin Trousseau, fils d'Artaut, vicomte ou voyer de Bourges, seigneur de Marville (ou Mareuil), de Bois-Sire-Amé et de Saint-Palais dans le Cher[7] ;
- parfois est citée aussi Geoffrette[3], épouse Jean II de Cambrai, panetier de Charles VII.

Macée est le sujet et l'éponyme d'une pièce de John Abraham Heraud intitulée Macée de Léodepart : an Historical Romance.

## Galerie

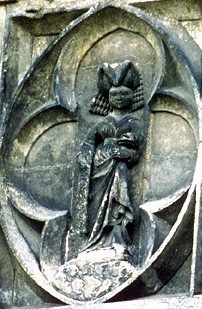
Sculpture représentant Macée de Léodepart.
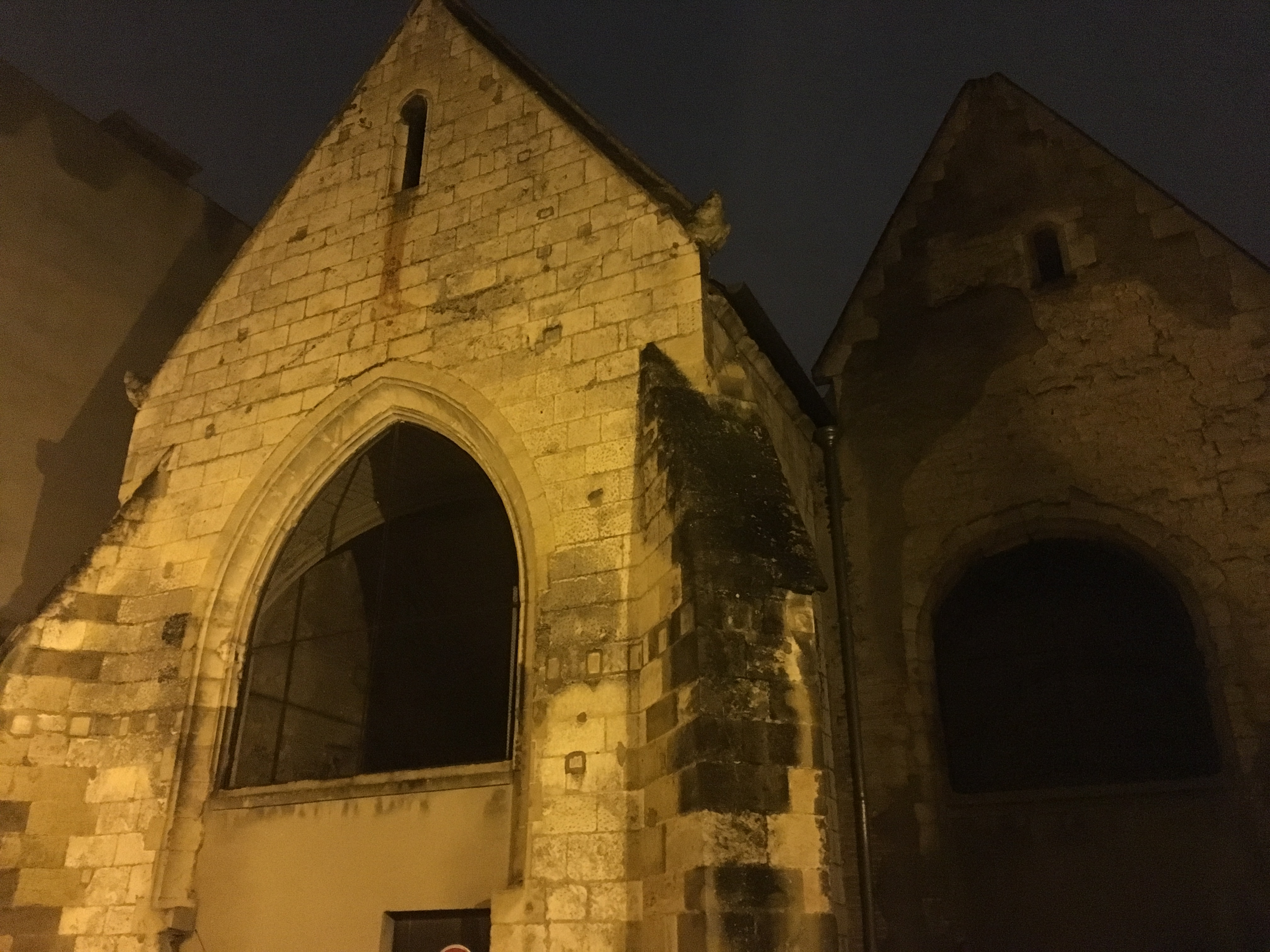
Vestiges de l'église Saint-Aoustrillet, sépulture de Macée.
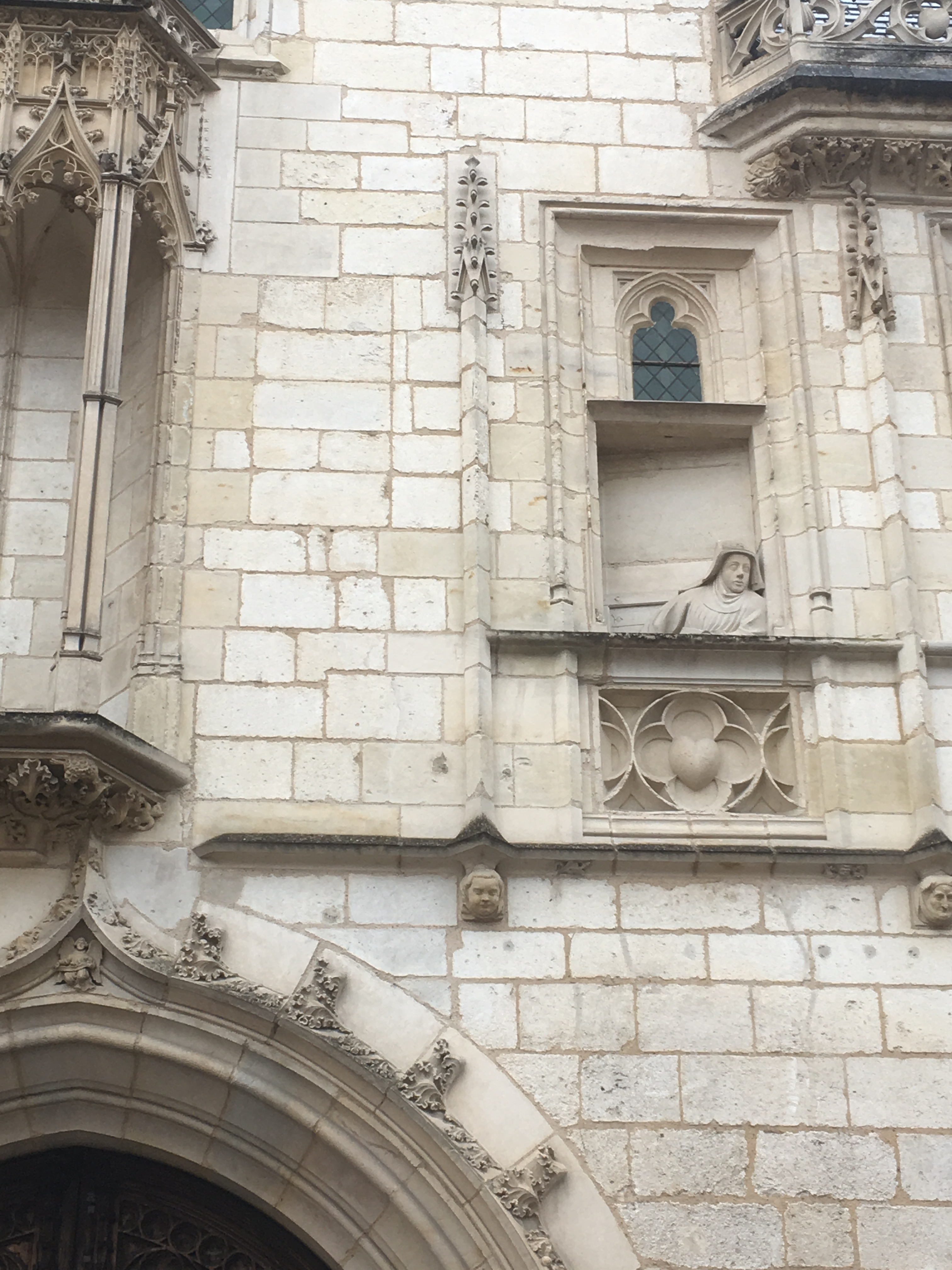
Statue de Macée sur la façade du palais Jacques Cœur
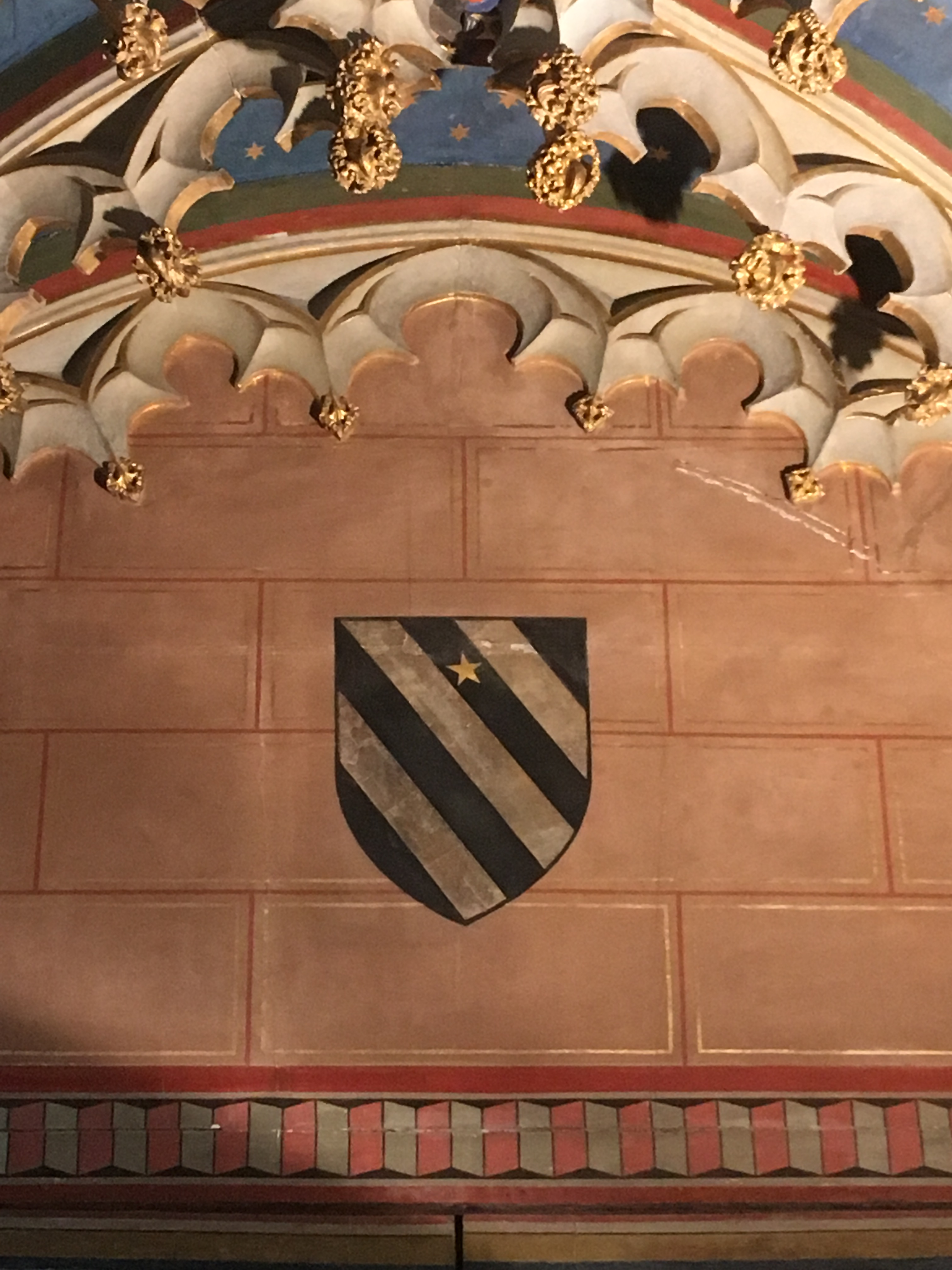
Armes de Macée de Léodepart, peintes au mur de sa chapelle dans le palais Jacques Cœur